# Mario Čižmek
Mario Čižmek (Zagreb, 23. prosinca 1975.) je bivši hrvatski nogometaš i mladi nacionalni reprezentativac. Većinu klupske karijere je proveo igrajući u Hrvatskoj uz dvije epizodne uloge u izraelskoj Hapoel Petah Tikvi te islandskom KR Reykjavíku.
Završetkom nogometne karijere počeo se baviti poljoprivredom.